# Toter Winkel
Toter Winkel é um telefilme de drama neonazista alemão dirigido por Stephan Lacant e estrelado por Herbert Knaup, Hanno Koffler e Emma Drogunov. Foi transmitido pela primeira vez em 3 de maio de 2017.

## Sinopse
Karl Holzer leva uma vida tranquila em uma pequena cidade alemã. Tudo muda com a misteriosa morte de um amigo do seu filho.

## Elenco
- Herbert Knaup	...	Karl Holzer
- Hanno Koffler	...	Thomas Holzer
- Emma Drogunova ... Anyá Krasniqi
- Axel Gottschick ... Harald Retzlaf
- Dirk Borchardt ... Zeiler
- Kasem Hoxha ... Fazil Krasniqi
- Fynn Zinapold ... Andreas Weber
- Ronald Kukulies ... Brenner
- Jan Pohl ... Rolf Wenzel
- Armin Schmitt ... Policial

## Prêmios e indicações
| Ano  | Prêmio                        | Categoria                      | Indicado     | Resultado |
| 2017 | 46º Emmy International Awards | Melhor Telefilme ou Minissérie | Toter Winkel | Indicado  |